# Daylight Again
Daylight Again je studiové album amerického hudebního tria Crosby, Stills & Nash. Nahráno bylo v letech 1980 až 1981 ve studiích Rudy Records, Devonshire Sound a Sea West a vydalo jej dne 21. června 1982 hudební vydavatelství Atlantic Records. Po albech Crosby, Stills & Nash (1969) a CSN (1977) jde o třetí album nahrané takto v triu; za doprovodu Neila Younga skupina vydala ještě album Déjà vu (1970). Původně mělo jít o projekt dua Stills & Nash s tím, že by na místě Crosbyho zpíval vedle jiných například Art Garfunkel. Nakonec se však přidal i samotný Crosby. Album bylo ve Spojených státech amerických oceněno platinovou deskou.

## Seznam skladeb
| Pořadí | Název                          | Autor                                        | Délka |
| ------ | ------------------------------ | -------------------------------------------- | ----- |
| 1.     | Turn Your Back on Love         | Stephen Stills, Graham Nash, Michael Stergis | 4:51  |
| 2.     | Wasted on the Way              | Nash                                         | 2:52  |
| 3.     | Southern Cross                 | Stills, Richard Curtis, Michael Curtis       | 4:41  |
| 4.     | Into the Darkness              | Nash                                         | 3:23  |
| 5.     | Delta                          | David Crosby                                 | 4:15  |
| 6.     | Since I Met You                | Stills, Stergis                              | 3:12  |
| 7.     | Too Much Love to Hide          | Stills, Gerry Tolman                         | 3:58  |
| 8.     | Song for Susan                 | Nash                                         | 3:08  |
| 9.     | You Are Alive                  | Stills, Stergis                              | 3:04  |
| 10.    | Might as Well Have a Good Time | Judy Henske, Craig Doerge                    | 4:28  |
| 11.    | Daylight Again                 | Stills                                       | 2:36  |

## Obsazení
Crosby, Stills & Nash
- David Crosby – zpěv, klávesy
- Stephen Stills – zpěv, kytara, klávesy, banjo, perkuse
- Graham Nash – zpěv, kytara, harmonika, klavír, varhany, perkuse

Ostatní hudebníci
- Timothy B. Schmit – zpěv, baskytara
- Art Garfunkel – zpěv
- Michael Stergis – kytara
- Joel Bernstein – kytara
- Dean Parks – kytara
- Gerry Tolman – kytara
- Danny Kortchmar – kytara
- Mike Finnigan – klávesy, doprovodné vokály
- Craig Doerge – klávesy
- Richard T. Bear – klávesy
- Jay Ferguson – varhany
- James Newton Howard – klávesy
- George „Chocolate“ Perry – baskytara
- Bob Glaub – baskytara
- Leland Sklar – baskytara
- Joe Vitale – bicí
- Russ Kunkel – bicí
- Jeff Porcaro – bicí
- Joe Lala – perkuse, konga
- Wayne Goodwin – housle, aranžmá
- Roberleigh Barnhart – violoncello
- Miguel Martinez – violoncello
- Ernie Ehrhardt – violoncello